# Catedral de Saint-Louis-des-Invalides
A Catedral de Saint-Louis-des-Invalides também conhecida como igreja dos Soldados (em francês: Église des soldats) é uma catedral católica romana no 7º arrondissement de Paris que serve como sede do bispo para os membros das forças armadas francesas. A Catedral de Saint-Louis-des-Invalides é de estilo neoclássico e está localizada dentro do complexo do Hôtel des Invalides, o lar dos veteranos do exército francês, entre a capela real, que abriga o túmulo de Napoleão, e o pátio de honra. Foi encomendado pelo Rei Luís XIV e construído a partir de 1676 pelo arquiteto Jules Hardouin-Mansart. Está localizado logo atrás e ao lado da Igreja Dome de Les Invalides. A igreja com cúpula adjacente contém o túmulo de Luís XIV e de outros monarcas franceses.

A nave da igreja exibe bandeiras capturadas pelo exército francês em diversas guerras e conflitos ao longo de sua história.

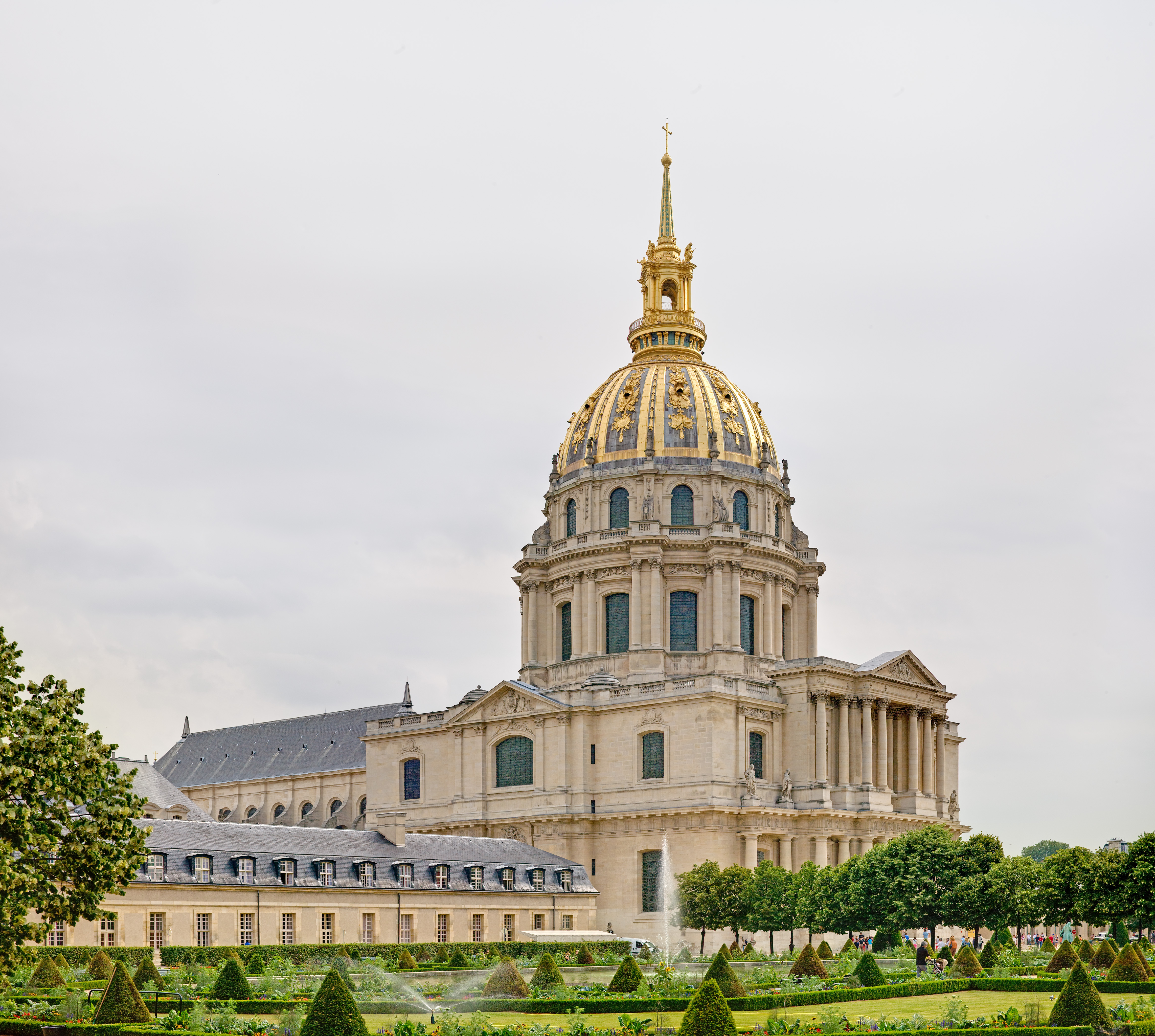
A catedral fica à esquerda, atrás da igreja com cúpula
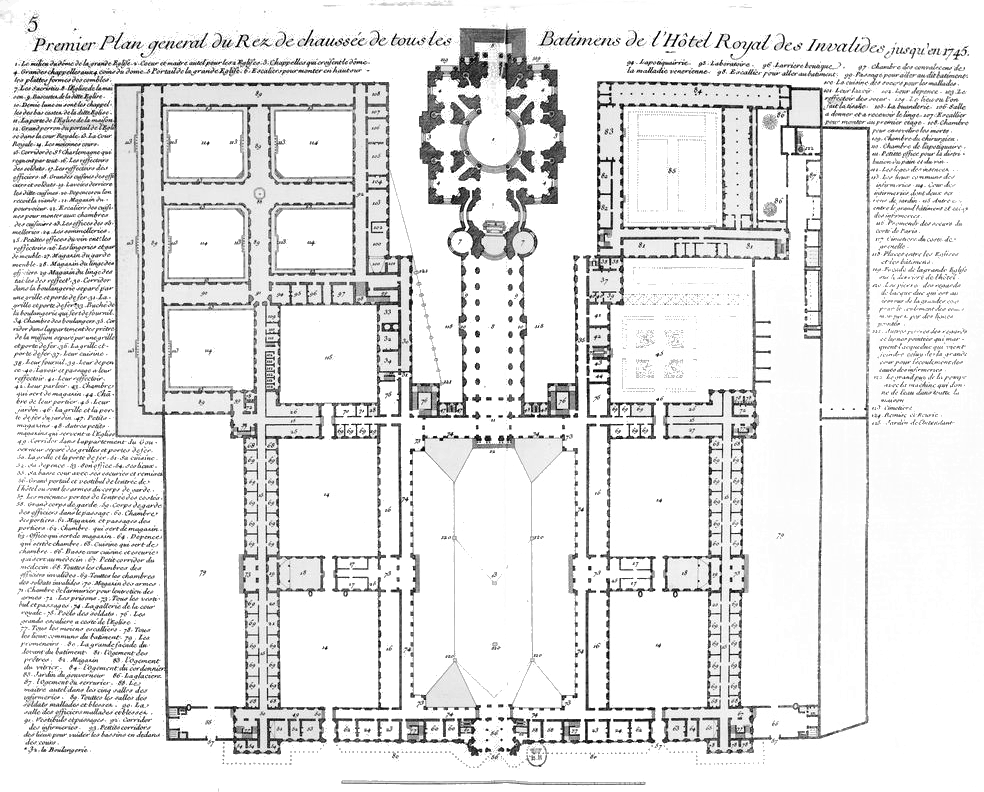
planta dos Invalides, com cúpula e igreja no centro superior
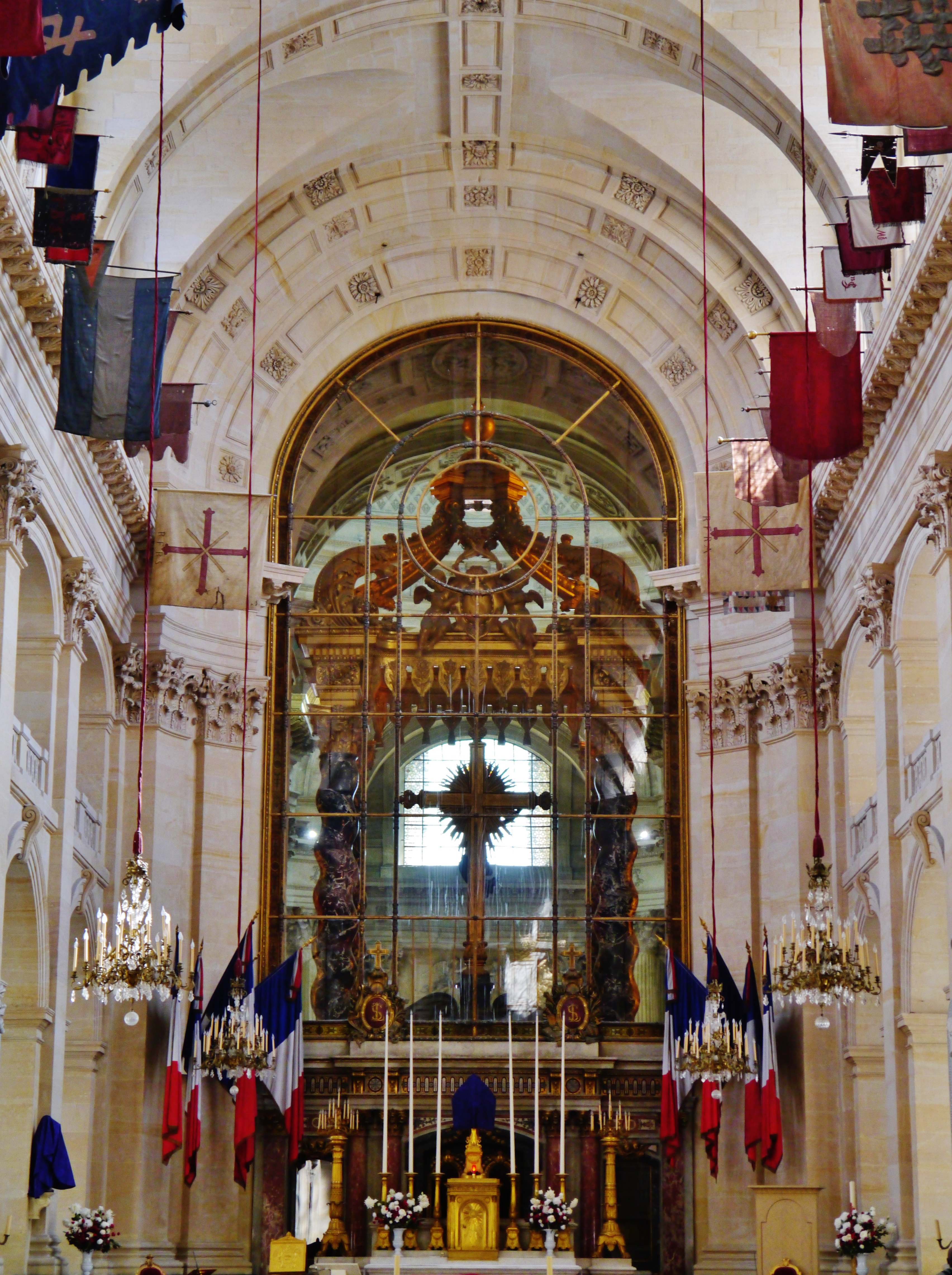
A janela atrás do altar dá para a capela da cúpula
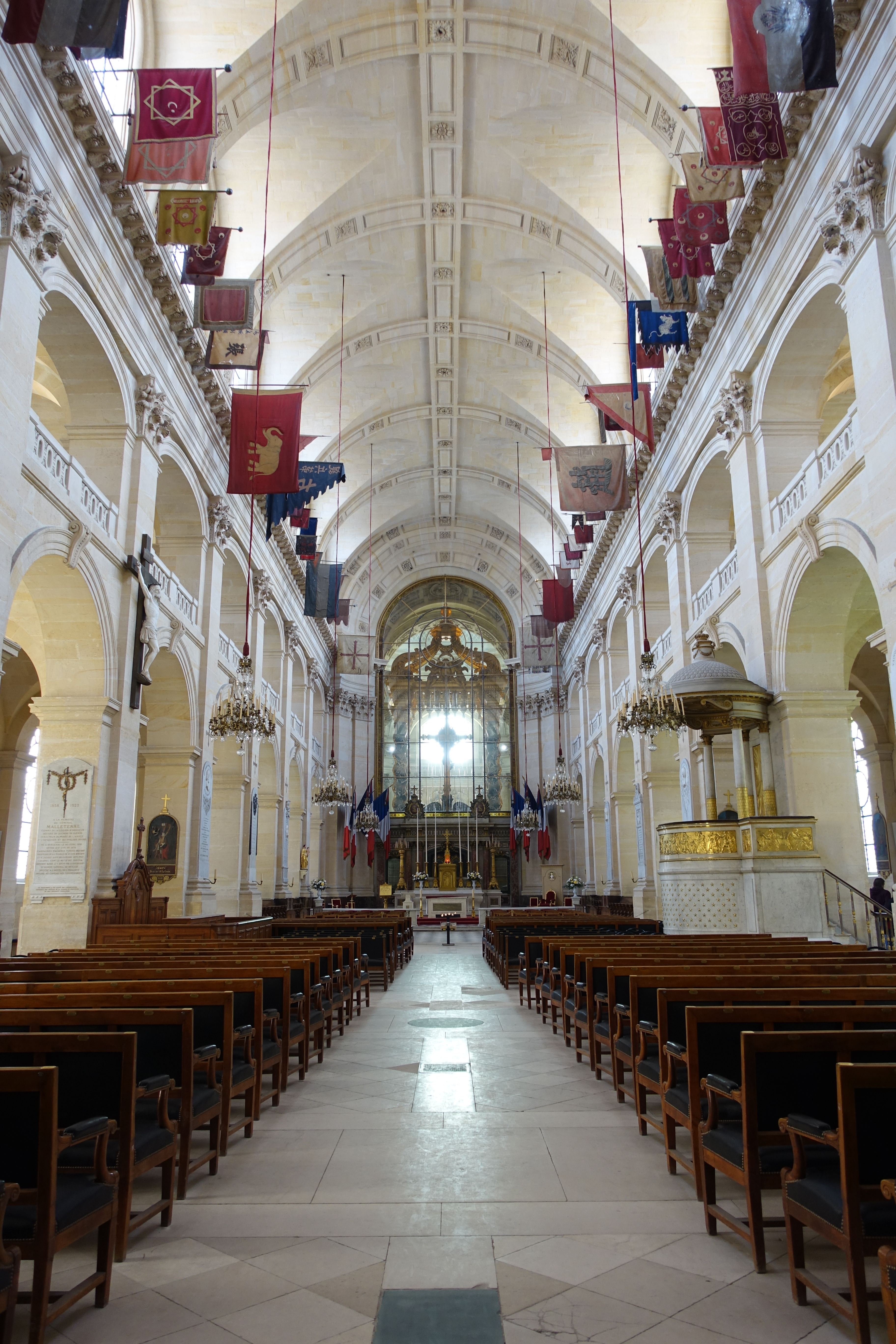
Nave da catedral, com bandeiras capturadas
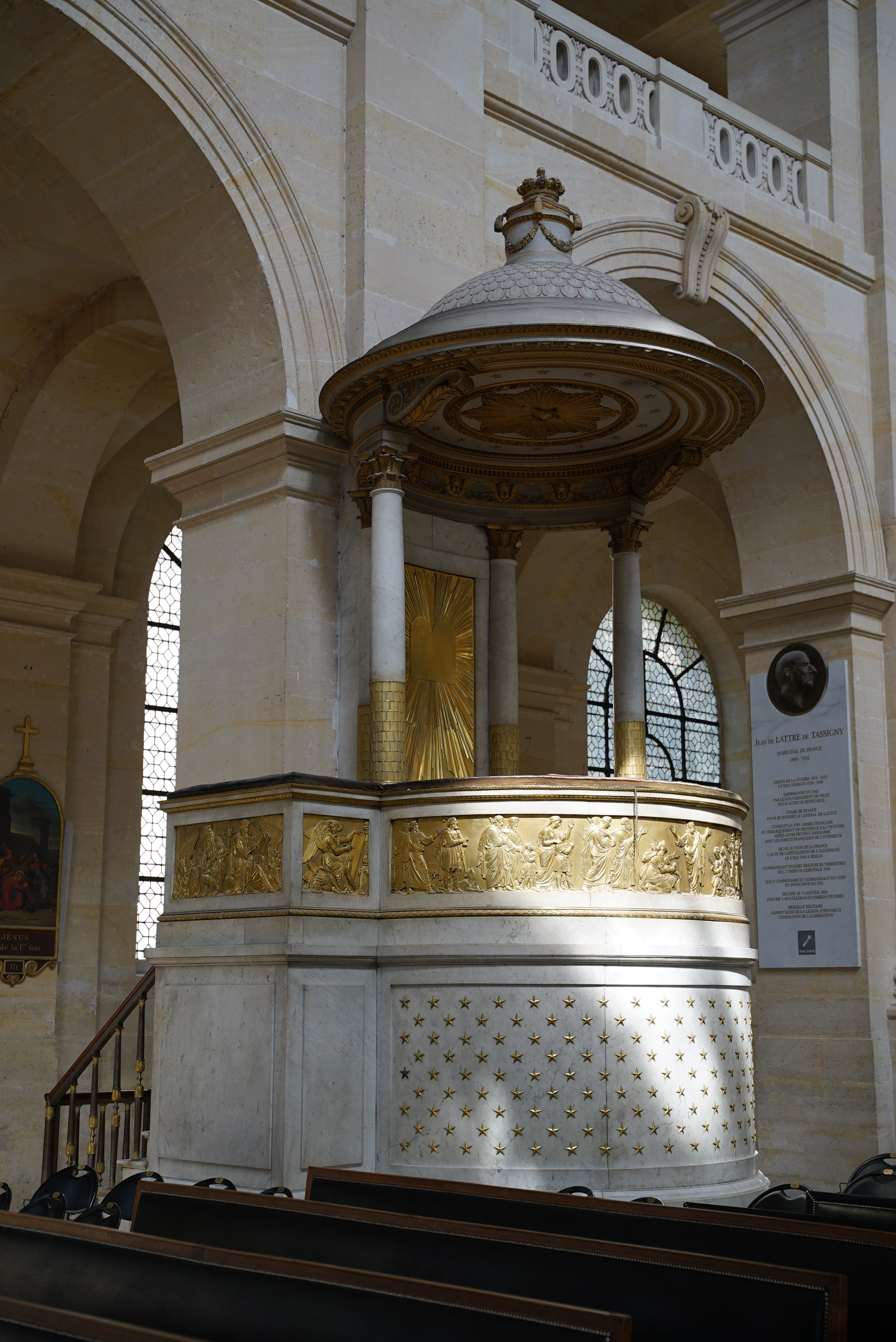
Púlpito da catedral
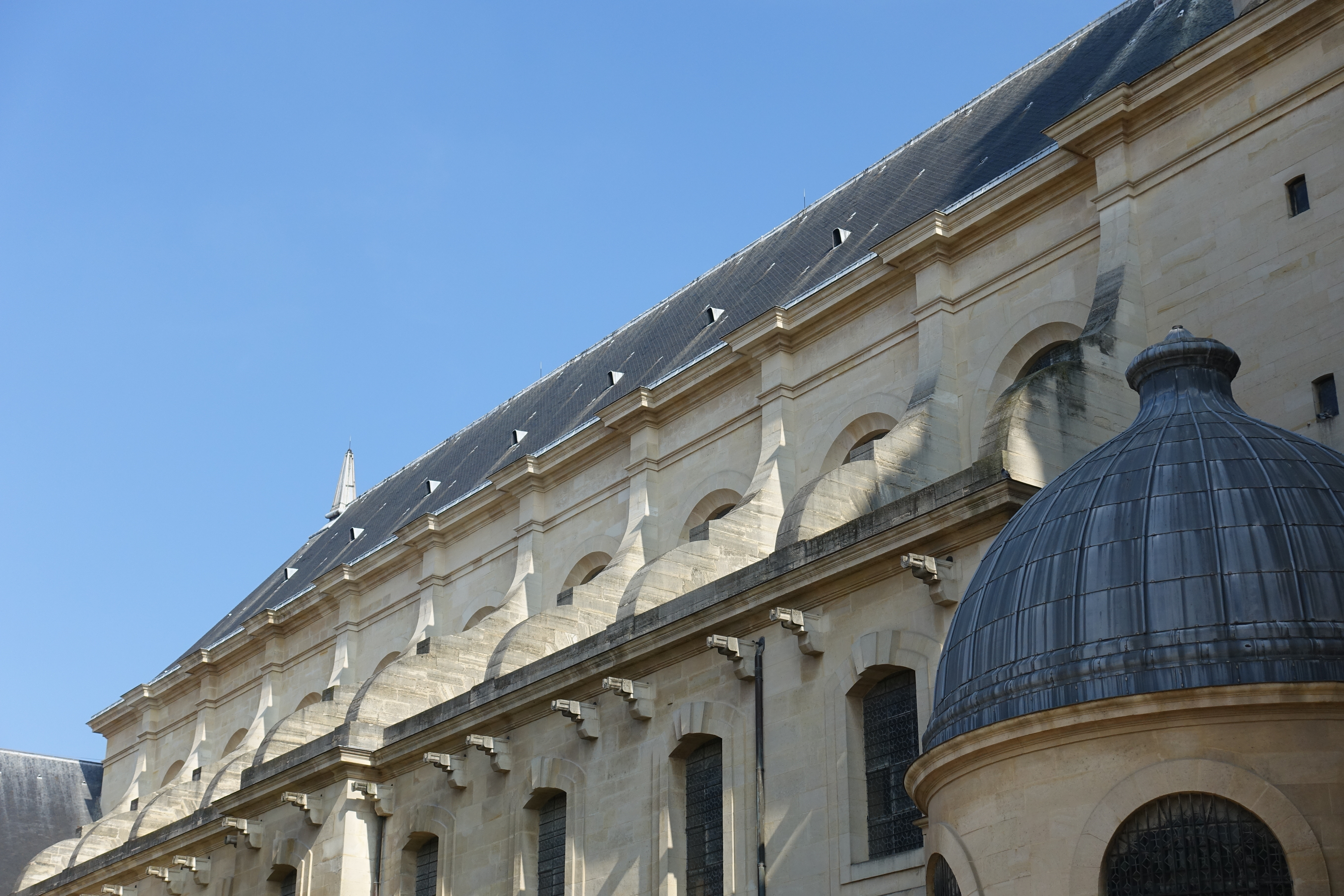
Exterior da catedral
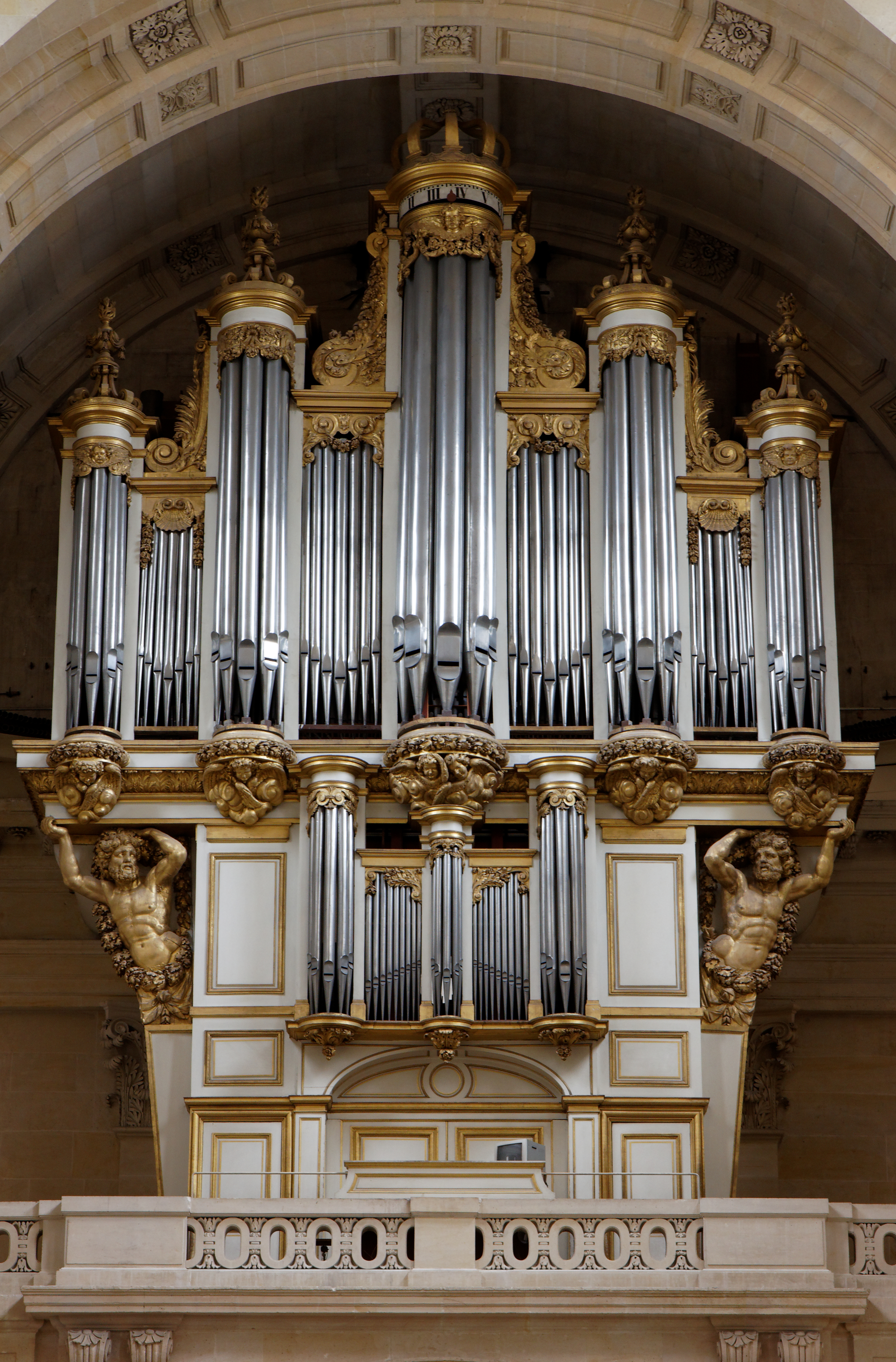
O órgão da catedral, construído entre 1679 e 1687